# Penny Lane (réalisatrice)
Pour les articles homonymes, voir Penny Lane (homonymie).
Penny Lane, née le 6 mars 1978  à Lynn dans le Massachusetts, est une réalisatrice indépendante américaine. Elle est connue pour ses films documentaires. Son humour et son approche non conventionnelle de la forme documentaire, y compris l'utilisation d'images d'archives Super 8 et de vidéos YouTube, lui valent les éloges de la critique.
Elle est membre de l'Academy of Motion Picture Arts and Sciences.

## Biographie
Penny Lane est née à Lynn, dans le Massachusetts. Elle obtient une licence en culture américaine et études des médias au Vassar College en 2001 et une maîtrise en arts électroniques intégrés à l'Institut polytechnique Rensselaer en 2005. Elle enseigne le cinéma, la vidéo et l'art des nouveaux médias au Bard College, au Hampshire College, au Williams College et à l'Université Colgate.

## Filmographie

### Longs métrages
- 2013 : Our Nixon
- 2016 : Nuts!
- 2018 : The Pain of Others
- 2019 : Hail Satan?
- 2021 : Listening to Kenny G
- 2023 : Confessions of a Good Samaritan

### Courts métrages
- 2004 : We Are the Littletons: a True Story
- 2005 : The Abortion Diaries
- 2010 : The Voyagers
- 2016 : Just Add Water: The Story of the Amazing Live Sea-Monkeys
- 2018 : Normal Appearances
- 2018 : Nellie Bly Makes the News
- 2019 : The Pleasure Principle

## Distinctions
- 2012 : Creative Capital Award[4].
- 2016 : prix spécial du jury pour le montage du Festival du film de Sundance pour Nuts![5].
- 2017 : Chicken & Egg Award[6].
- 2017 : Wexner Center for the Arts Artist Residency Awards[7].
- 2020 : Bourse Momentum du Sundance Institute[8].